# 池内了 (小惑星)
池内了（いけうちさとる 、7134 Ikeuchisatoru）は小惑星帯に位置する小惑星である。群馬県大泉町のアマチュア天文家小林隆男が発見した。
日本の宇宙物理学者池内了に因んで命名された。